# Victor Gomes Pereira
Victor Gomes Pereira é um político da Guiné Bissau, antigo ministro da Comunicação Social.